# Parafia Najświętszego Serca Pana Jezusa w Rozedrance Starej
Parafia pw. Najświętszego Serca Pana Jezusa w Rozedrance Starej – rzymskokatolicka parafia należąca do dekanatu Sokółka, archidiecezji białostockiej, metropolii białostockiej.

## Historia parafii
Parafię w Rozedrance Starej erygował 17 czerwca 1922 r. bp Jerzy Matulewicz. Wydzielono ją z parafii sokólskiej, a pierwszym administratorem został ks. Stanisław Bartoszewicz. W 1919 r. wierni uzyskali od bpa Matulewicza zgodę na wystawienie drewnianej kaplicy. Parafianie zabiegali o budowę murowanego kościoła, prace trwały w latach 1927–1939.

## Kościół parafialny
Kościół pw. Najświętszego Serca Pana Jezusa w Starej Rozedrance
Drewniana kaplica wybudowana w 1920 r. została poświęcona przez dziekana sokólskiego ks. Adama Białłozora. W 1927 r. powstał projekt kościoła, wykonany przez inż. Piotrowskiego. Budowę rozpoczęto w 1931 r., a w następnym przerwano. Prace wznowił w 1936 r. ks. Stanisław Byliński. Roboty ponownie zostały wstrzymane na skutek kłopotów techniczno-konstrukcyjnych. Po przeprojektowaniu wieży, sklepienia i dachu przez architekta J. Pieńczykowskiego, roboty wznowił ks. Ignacy Troska w 1938 r. Poświęcenie kościoła nastąpiło 26 listopada 1939 r. Ks. Jan Hołodok wprowadził nowy wystrój kościoła w latach 1992–1997.
Cmentarz
Cmentarz grzebalny znajduje się ok. 300 m od kościoła.

## Obszar parafii
W granicach parafii znajdują się miejscowości: 

- Stara Rozedranka,
- Gnidzin (1 km),
- Hałe (4),
- Jałówka (3),
- Jesienicha (leśniczówka) (6,5),
- Kantorówka (3,5),
- Lebiedzin (5),
- Mićkowa Hać (4),
- Nowa Rozedranka (2,5),
- Podjałówka (3),
- Podkantorówka (3),
- Polanki (4,5},
- Smolanka (1),
- Stary Szor (2,5),
- Wilcza Jama (3)